# Corteccia prefrontale ventromediale
La corteccia prefrontale ventromediale (nell'acronimo inglese vmPFC) è una regione della corteccia prefrontale del cervello. Si localizza nel lobo frontale nella parte bassa degli emisferi cerebrali ed è coinvolta nell'elaborazione del rischio e della paura. Gioca anche un ruolo nell'inibizione delle risposte emotive e nel prendere decisioni.

## Anatomia
La corteccia prefrontale ventromediale non ha una demarcazione universalmente condivisa, ma nella maggior parte delle fonti, è equivalente alla rete di ricompensa ventromediale di Ongur e Price. Questa rete include l'Area 10 di Brodmann, l'Area 14 di Brodmann, l'Area 25 di Brodmann, e l'Area 32 di Brodmann, e porzioni dell'Area 11 di Brodmann, Area 12 di Brodmann, e Area 13 di Brodmann. Comunque, non tutte le fonti concordano sui confini dell'area: talvolta, il termine è riservato all'area sopra la corteccia orbitofrontale mediale, mentre in altre occasioni, corteccia prefrontale ventromediale è usato per descrivere un'ampia area nella regione ventromediale della corteccia prefrontale, della quale la corteccia orbitofrontale mediale costituisce la parte inferiore. Quest'ultima area più ampia corrisponde alla zona lesionata nei pazienti con deficit nel processo decisionale studiati da Antonio Damasio e collaboratori.
Per avere un'idea approssimativa di dove si trovi la corteccia prefrontale ventromediale, si ricordi che gli emisferi destro e sinistro del cervello sono separati dalla scissura interemisferica. Ora si immagini di poter prendere la propria mano, iniziare dal cervello anteriore (dove è la fronte), e inserirla in questo spazio fino a raggiungere l'insula (una struttura che si trova al di sotto del lobo frontale). Il palmo della mano potrebbe toccare una parte della corteccia prefrontale, che si trova nella parte anteriore del cervello e la parte inferiore del palmo della mano potrebbe toccare la corteccia prefrontale mediale ventrale.
La vmPFC è in connessione e riceve input dall'area tegmentale ventrale, dall'amigdala, dal lobo temporale, dal sistema olfattivo e dal nucleo mediale dorsale del talamo. A sua volta, invia segnali a regioni diverse del cervello, tra cui il lobo temporale, l'amigdala, l'ipotalamo laterale, l'ippocampo, la corteccia cingolata e altre regioni della corteccia prefrontale.. Questa vasta rete di connessioni permette alla vmPFC di ricevere e monitorare una grande quantità di dati sensoriali, e di influenzare molte regioni cerebrali, in particolare l'amigdala.

## Funzioni
Le differenze funzionali tra le aree orbitofrontale e ventromendiale della corteccia prefrontale non sono ancora state chiaramente stabilite, sebbene le aree della corteccia ventromediale superiori alla corteccia orbitofrontale sembrino molto meno associate alle funzioni sociali e più alla pura regolazione delle emozioni. La ricerca in neuroscienze dello sviluppo ha anche suggerito che le reti neuronali nella corteccia prefrontale ventromediale si sviluppano rapidamente durante l'adolescenza e la giovane età adulta, supportando la regolazione delle emozioni attraverso l'amigdala, essendo associate a una diminuzione dei livelli cortisolo. Ci sono solo pochi casi documentati di persone con un esordio precoce del danno alla vmPFC durante l'infanzia, ma questi individui tendono ad avere un comportamento antisociale grave e un giudizio morale alterato. Rispetto alle persone con danno riportato più avanti nella vita, il loro pattern comportamentale è simile ma più grave.

### Decisioni
I pazienti con lesioni bilaterali della vmPFC sviluppano gravi menomazioni nel processo decisionale individuale e sociale anche se la maggior parte della loro capacità intellettuale è preservata. Ad esempio, hanno difficoltà a scegliere tra opzioni con esiti incerti, se l'incertezza è sotto forma di rischio o di ambiguità Dopo la lesione, questi pazienti hanno una ridotta capacità di apprendere dai loro errori, prendendo ripetutamente le stesse decisioni, anche se esse portano a conseguenze negative. Questi pazienti scelgono preferibilmente alternative che danno ricompense immediate, ma sembrano essere insensibili rispetto alle conseguenze future delle loro azioni. Tuttavia, i meccanismi sottostanti a questo comportamento non sono ancora del tutto chiari.
Le lesioni alla corteccia prefrontale ventromediale (specialmente nell'emisfero destro) sono state collegate a difficoltà nel cogliere l'ironia, il sarcasmo e l'inganno. I soggetti con danni in quest'area sembrano più facilmente influenzabili dalla pubblicità ingannevole. Ciò è stato attribuito all'interruzione di un "meccanismo di etichettatura del falso", che fornisce dubbi e scetticismo rispetto alle nuove informazioni apprese.
Le persone con danni alla corteccia prefrontale ventromediale conservano ancora la capacità di esprimere correttamente giudizi morali, ma solo in situazioni ipotetiche. C'è una lacuna nel ragionamento quando si applicano gli stessi principi morali a situazioni reali. Il risultato è che le persone prendono decisioni che sono incoerenti con i loro valori dichiarati. Le persone con danni precoci alla vmPFC hanno più probabilità di intraprendere azioni egoistiche che infrangono le regole morali o causano danni agli altri, e questo è tanto più vero quanto più la lesione è avvenuta prima nel corso della vita.

### Regolazione delle emozioni
La vmPFC svolge un ruolo importante nel regolare e inibire le risposte emozionali. La VmPFC sembra elaborare le reazioni emotive per modellare il comportamento e controllare le reazioni emotive in determinate situazioni sociali. Gli ingressi della vmPFC forniscono informazioni dall'ambiente e dal lobo frontale, e le sue uscite consentono alla vmPFC di controllare risposte e comportamenti fisiologici diversi. Il ruolo della vmPFC è particolarmente evidenziato nelle persone con danni a questa regione. Una vmPFC danneggiata provoca alterazioni del controllo comportamentale e del processo decisionale, conseguenze che sono da ricercare nella disregolazione emotiva. Il primo e più famoso caso di paziente con lesioni in questa regione fu Phineas Gage, un caposquadra della costruzione di una ferrovia che aveva subito una distruzione bilaterale della vmPFC in seguito a un incidente nel 1848. Prima dell'incidente, Gage era descritto come "serio, industrioso ed energico". In seguito divenne "infantile, irresponsabile e sconsiderato verso gli altri". Un altro paziente con danni vmPFC sprecò i suoi risparmi di una vita con investimenti avventati e non prese decisioni appropriate nella sua vita personale. Nei pazienti con danno alla vmPFC, le prove dimostrano che esiste una correlazione tra disregolazione emotiva e disfunzione nelle competenze del mondo reale.
L'amigdala svolge un ruolo significativo nell'innescare le reazioni emotive associate alla rabbia e alla violenza. Grazie agli output diretti verso l'amigdala, la vmPFC svolge un ruolo nell'impedire tale comportamento. Le prove hanno dimostrato che gli assassini impulsivi hanno una ridotta attività nella corteccia prefrontale e una maggiore attività nelle aree sottocorticali come l'amigdala. Questo squilibrio può enfatizzare le azioni create da emozioni negative e limitare la capacità della corteccia prefrontale di controllare queste emozioni. La minore attivazione della corteccia prefrontale è anche correlata al comportamento antisociale. La disfunzione della corteccia ventromediale sembra, in parte, essere causata da livelli più bassi di rilascio di serotonina.
L'attivazione della vmPFC è associata alla soppressione efficace delle risposte emotive a un segnale emotivo negativo, e
i pazienti con lesioni alla vmPFC mostrano deficit sia nella risposta emotiva che nella regolazione delle emozioni. La loro risposta emotiva è generalmente diminuita e mostrano una marcata riduzione delle emozioni "sociali", come la compassione, la vergogna e il senso di colpa, ovvero quelle emozioni che sono strettamente associate ai valori morali. I pazienti esibiscono anche rabbia e tolleranza alla frustrazione mal regolate in determinate circostanze.
I pazienti con lesioni focali nella vmPFC evidenziano cambiamenti di personalità come mancanza di empatia, irresponsabilità e scarsa capacità decisionale. Questi tratti sono simili ai tratti della personalità psicopatica. Inoltre, è stata evidenziata una correlazione tra individui con una storia di violenza fisica e una diminuzione della densità della materia grigia nella vmPFC.
Il lato destro della corteccia prefrontale ventromediale è stato associato alla regolazione dell'interazione tra cognizione e affetto nella produzione di risposte empatiche. Le risposte edonistiche (piacere) sono state anche associate al livello di attività della corteccia orbitofrontale da Morten Kringelbach. Questa scoperta suggerisce che la corteccia prefrontale ventromediale sia associata al giudizio di preferenza, il che potrebbe assegnare alla corteccia prefrontale ventromediale un ruolo chiave nella costruzione del sé. Studi sul disturbo post traumatico da stress (DPTS) hanno anche supportato l'idea che la corteccia prefrontale ventromediale sia una componente importante nel riattivare le associazioni agli eventi emotivi passati, quindi essenzialmente mediando la patogenesi del DPTS. La disfunzione della vmPFC è stata anche identificata come avente un ruolo nella risposta dei genitori affetti da DPTS agli stati mentali dei propri figli. I trattamenti orientati all'attivazione della corteccia prefrontale ventromediale sono stati quindi suggeriti per gli individui e le coppie genitore-figlio affetti da DPTS.
Deficit specifici nell'apprendimento e nel processo decisionale hanno portato all'ipotesi che la corteccia prefrontale ventromediale sia un importante locus di disfunzione negli stadi lievi della variante comportamentale della demenza frontotemporale.
Il possesso di meccanismi di difesa maturi come l'intellettualizzazione, la compensazione, la formazione reattiva e l'isolamento è stato legato al corretto funzionamento della corteccia prefrontale ventromediale destra, mentre meccanismi di difesa più primitivi come la proiezione, la scissione, la negazione verbale e la fantasia, sembra che facciano affidamento su altre regioni cerebrali, principalmente nell'emisfero sinistro.

### Ipotesi del marcatore somatico
Una teoria particolarmente importante sulla funzione della vmPFC è l'ipotesi dei marcatori somatici, accreditata ad Antonio Damasio. Secondo questa ipotesi, la vmPFC ha un ruolo centrale nell'adattare i marcatori somatici - associazioni emotive o associazioni tra oggetti mentali e feedback viscerale (corporeo) - per l'uso nel processo decisionale naturale. Questa ipotesi assegna anche alla vmPFC un ruolo nel moderare le emozioni e le reazioni emotive, perché il fatto che la vmPFC "decida" che i marcatori siano positivi o negativi, influisce sulla risposta appropriata in una particolare situazione. Tuttavia, una revisione critica di questa ipotesi ha concluso che vi è la necessità di ulteriori dati empirici per supportare la teoria.

### Estinzione
Un altro ruolo svolto dalla vmPFC è nel processo di estinzione, il progressivo indebolimento e l'eventuale cessazione di una risposta condizionata. Gli studi hanno dimostrato una maggiore attivazione della vmPFC dopo l'addestramento all'estinzione. Il ruolo specifico svolto dalla vmPFC riguardo all'estinzione non è ben compreso, ma si ritiene che svolga un ruolo nel richiamo dell'apprendimento dell'estinzione dopo un lungo periodo di tempo. Gli studi dimostrano che tale area aiuti a consolidare l'apprendimento dell'estinzione. Un altro studio ha implicato la correlazione tra lo spessore corticale del vmPFC e il grado di memoria di estinzione. I pazienti con vmPFC più grandi tendevano ad avere risposte inferiori allo stimolo condizionato estinto, suggerendo quindi una memoria di estinzione maggiore. In generale, comunque, la corteccia prefrontale ventromediale svolge un ruolo importante nel consolidamento della memoria.

### Segnali sociali genere-specifici
Le lesioni della corteccia prefrontale ventromediale sono state anche associate ad un deficit nell'elaborare segnali sociali specifici di genere. Un esperimento ha testato la capacità dei pazienti con lesioni alla vmPFC di classificare i nomi, gli attributi e gli atteggiamenti specifici di genere, rispetto ai pazienti con lesioni della corteccia prefrontale dorsolaterale e soggetti di controllo. Mentre i pazienti con lesioni della corteccia prefrontale dorsolaterale si sono comportati in modo simile ai soggetti di controllo su test che indicano stereotipi di genere, i pazienti con lesioni della corteccia prefrontale ventromediale hanno dimostrato una compromessa conoscenza sociale stereotipata.

### Abuso di cocaina
È stato dimostrato che i consumatori abituali di cocaina hanno un'attività inferiore alla norma nella corteccia prefrontale ventromediale. Quando viene loro richiesto di svolgere determinati compiti che dipendono in gran parte dall'attivazione di questa area del cervello, i consumatori di cocaina presentano un peggioramento e una minore attivazione della corteccia prefrontale rispetto ai soggetti di controllo. La quantità di cocaina utilizzata è risultata inversamente proporzionale al livello di attivazione.
La corteccia prefrontale è anche fisicamente influenzata dall'uso di cocaina. È stato dimostrato che l'uso cronico porta a una diminuzione della quantità di materia grigia nella corteccia prefrontale ventromediale. La diminuzione della materia grigia e l'effetto sul comportamento è paragonabile a quello di un paziente con lesioni estese in tutta la corteccia prefrontale mediale.  Più nello specifico, le cellule piramidali della corteccia prefrontale ventromediale sono note per essere collegate ai comportamenti di ricerca di droghe. Sia l'aumento che la diminuzione dell'attività di queste cellule piramidali portano all'estinzione dei comportamenti di ricerca di cocaina: l'inattivazione di queste cellule inibisce il comportamento di ricerca della cocaina dopo un lungo periodo di tempo, mentre l'attivazione riduce tale comportamento subito dopo aver usato la sostanza.